# Mohammad Mossadeq
(dichiarazione durante il suo processo, 9 novembre 1953)
Mohammad Mossadeq o Mosaddeq (in persiano محمد مصدق‎, Mohammad Mossadegh, ; Teheran, 19 maggio 1882 – Ahmadabad, 4 marzo 1967) è stato un politico iraniano, primo ministro dal 1951 al 1953.
Leader del Fronte Nazionale dell'Iran, ottenne l'incarico di primo ministro dopo essere stato democraticamente eletto, ma fu deposto nel 1953 in seguito ad un colpo di stato sostenuto dai servizi segreti di Gran Bretagna e Stati Uniti, appoggiato anche dalla casa regnante dei Pahlavi, i quali si opponevano alla sua decisione di nazionalizzare la Anglo-Persian Oil Company. 

## Biografia

### Esordi in politica
Figlio di Nagm al-Saltanah, una principessa Qājār, e di Mirza Hedayatollah, alto funzionario delle finanze, viene eletto per la città di Esfahan nel primo parlamento iraniano (Majles), ma l'elezione non viene convalidata perché Mossadeq non aveva ancora l'età minima richiesta di 30 anni. Nel 1909, quando lo scià Qajar reprime con l'aiuto zarista il movimento costituzionale, Mossadeq si reca in Francia per studiare all'École libre des sciences politiques. Si reca poi in Svizzera e finisce i suoi studi di diritto nell'Università di Neuchâtel. Laureatosi in giurisprudenza, torna in Iran per occupare diversi incarichi amministrativi, tra cui quello di governatore dell'Azerbaigian e del Fars e di ministro delle finanze.
Membro della massoneria, nel 1925 è eletto al parlamento iraniano, il "Majles". Si oppone allora all'incoronazione a re del primo ministro Rezā Khān, un generale della Brigata Cosacca dell'esercito iraniano e uomo forte del Paese fin dal 1921. Malgrado la sua opposizione, Rezā Khān è proclamato scià di una nuova dinastia, quella dei Pahlavi. Mossadeq, assieme all'Ayatollah Modarres che si era egualmente opposto all'incoronazione, viene perseguitato ed è costretto a ritirarsi dalla vita politica esiliandosi nelle sue proprietà.

È solo nel 1944, a seguito del clima di apertura democratica imposta dagli Alleati dopo la conferenza di Teheran (novembre 1943) e l'ascesa al trono del nuovo re, figlio del precedente, Mohammad Reza Pahlavi, che torna all'attività politica, sedendo nuovamente nel nuovo Parlamento iraniano fra le file dei nazionalisti. Dopo la contestazione dei risultati elettorali del 1950 divenne il capo del Fronte Nazionale (Jabhe e Melli), alleanza politica iraniana eterogenea, composta da nazionalisti, liberali, laburisti e repubblicani e sostenuto dal clero sciita guidato dall'Ayatollah Kashani.

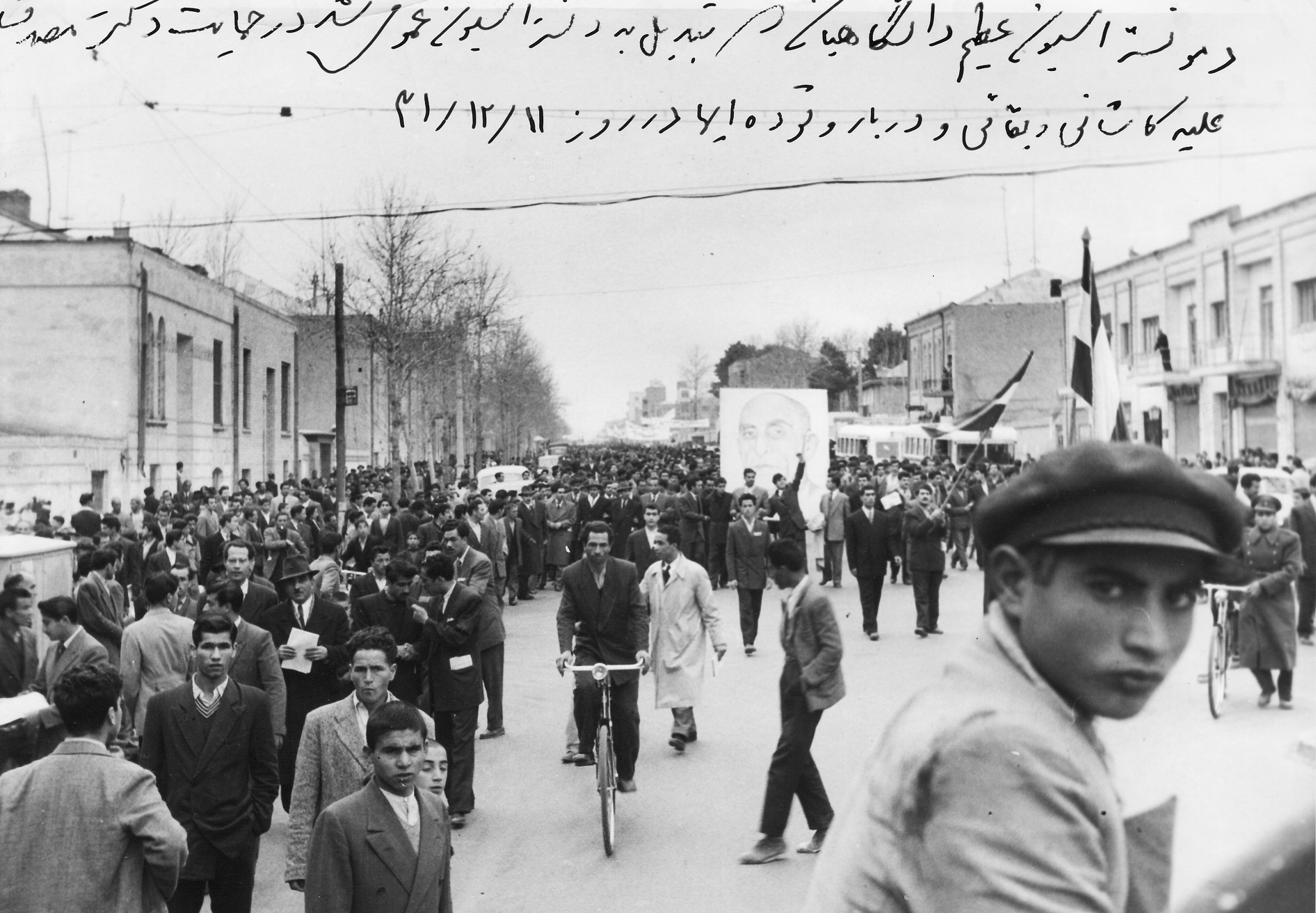
Manifestazione in favore di Mossadeq, 1952

Dal 1951 al 1953 fu primo ministro d'Iran, a seguito degli avvenimenti connessi al mancato rinnovo della concessione sullo sfruttamento del petrolio alla Anglo-Iranian Oil Company, che lo shah Reza Pahlavi aveva concesso nel 1933 ai britannici. All'epoca tale concessione era invisa alla maggioranza degli iraniani, che vedevano nell'oro nero il simbolo dell'indipendenza ormai a portata di mano, e che scesero in piazza per protesta contro lo sfruttamento da parte della compagnia britannica. Mossadeq guidava il movimento parlamentare che si opponeva al rinnovo della concessione e presiedeva la commissione parlamentare che raccomandava la nazionalizzazione dell'industria petrolifera: quando, il 7 marzo 1951, fu assassinato il primo ministro che aveva posto il rinnovo della concessione al centro della sua azione di governo, il generale Ali Razmara, il parlamento votò all'unanimità la designazione a primo ministro di Mossadeq, che ricoprì questa carica sino al 1953.

### Nazionalizzazione dell'Anglo-Iranian Oil Company

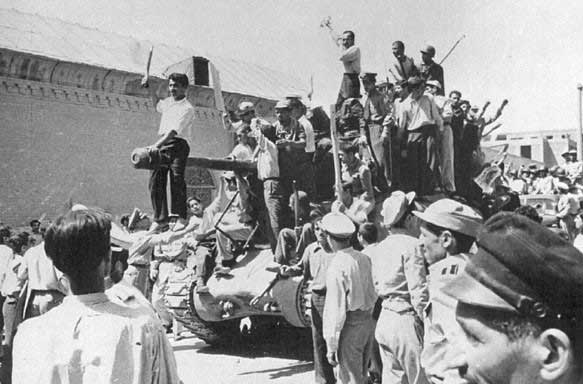
Il Colpo di Stato del 1953

Appena nominato Primo Ministro non perse tempo e mantenne le sue promesse, smantellando l'Anglo-Iranian Oil Company e costituendo la National Iranian Oil Company. Per tutta risposta la Gran Bretagna congelò i capitali iraniani che si trovavano in gran parte nelle sue banche, rafforzò la presenza militare nel Golfo Persico, attuò un blocco navale che impediva l'esportazione di petrolio e dispose un embargo commerciale.
La questione fu portata all'attenzione del Consiglio di sicurezza delle Nazioni Unite. Mossadeq si recò personalmente a New York per difendere il suo Paese e riportò una schiacciante vittoria diplomatica sull'Inghilterra. Egli proseguì il suo viaggio negli Stati Uniti con una visita a Washington dove incontrò il presidente Truman. Per la sua vittoria all'ONU egli fu proclamato "Uomo dell'anno 1951" dalla rivista Time.

Mossadeq al confino ad Ahmadabad nel 1965

 Nonostante i successi diplomatici, nell'impossibilità di esportare il suo petrolio l'economia iraniana giunse al collasso e a Mossadeq - che intendeva trasformare il Paese in una monarchia costituzionale - furono concessi dal parlamento poteri straordinari per limitare l'influenza dello scià. Diminuì il budget della corte e delle forze armate per finanziare la sanità, vietò al sovrano di mantenere contatti con i capi di governi esteri (prerogativa attribuita al ministero degli esteri), fece approvare una riforma agraria che tendeva a un minimo di ridistribuzione dei raccolti (nelle campagne vigeva ancora una sorta di sistema feudale) ed impose una riforma fiscale efficace in un paese in cui i ricchi ed i potenti non pagavano le tasse.

### Deposizione e fine della vita politica
Nel 1953 Mossadeq costrinse lo Scià a lasciare il paese e molti temettero che volesse proclamare la repubblica. A causa della crisi economica e delle resistenze alle sue riforme per la modernizzazione del Paese, Mossadeq fu abbandonato da molti suoi alleati, ed in particolare dal clero sciita militante, guidato dall'Ayatollah Kashani. Mentre Mohammad Reza era in esilio a Roma, a fronte della resistenza dei grandi latifondisti, nonché dei religiosi, che gestivano immense proprietà di manomorta (le cosiddette waqf), nell'agosto del 1953 il governo guidato da Mossadeq fu abbattuto da un colpo di Stato militare favorito da un'operazione coperta dei servizi segreti statunitensi e britannici, denominata operazione Ajax, e sostituito da Fazlollah Zahedi, gradito agli inglesi.
Il ruolo degli Stati Uniti d'America nella crisi di Abadan è ancora oggi controverso e viene considerato tra le cause della radicalizzazione della rivoluzione islamica, che raggiunse uno dei suoi punti di sfogo anti-americano nella crisi degli ostaggi dell'ambasciata americana. Dopo la destituzione, Mossadeq fu processato e imprigionato per 3 anni, per poi passare il resto della sua vita agli arresti domiciliari.

## Vita privata
All'età di 19 anni, nel 1901 Mossadeq sposò Zahra Khanum Zia al-Saltaneh, detta poi Zahra Emami (1879 - 1965), figlia dell'imam del venerdì di Teheran Mirza Zayn al-Abidin, appartenente ad una importante famiglia di sayyid sciiti, e della principessa Qajar Zia al-Saltaneh, figlia di Naser al-Din Shah.
La coppia ebbe cinque figli, due maschi e tre femmine:
- Ahmad Mossadeq;
- Gholam Hossein Mossadeq (19?? - 1990);
- Mansoreh Mossadeq; Mansoreh in seguito sposerà il futuro primo ministro dell'Iran Ahmad Matin-Daftari.

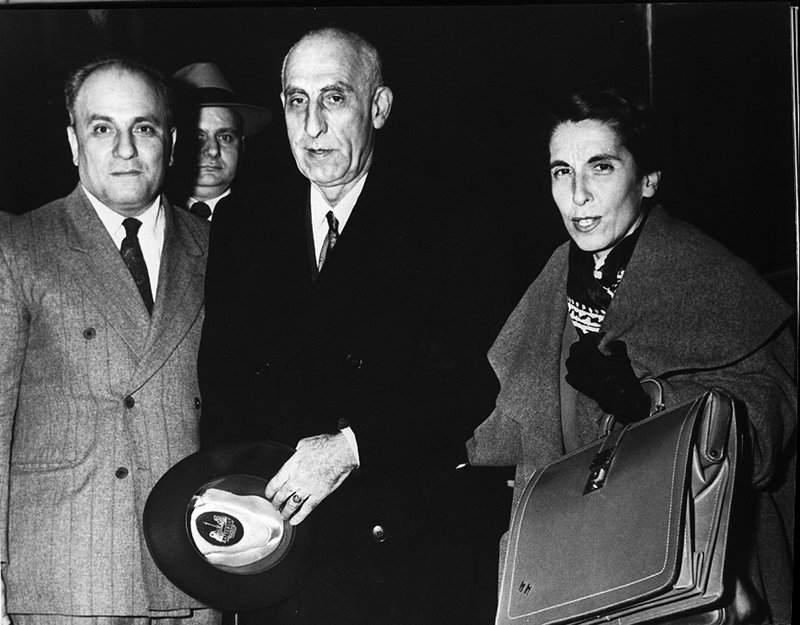
Mossadeq con suo figlio Gholam Hossein e sua figlia Zia Ashraf

- Zia Ashraf Mossadeq;
- Khadijeh Mossadeq (1923 - 2003).[13]

## Mossadeq nei media
- Nel 2011 è stato sviluppato un videogioco indipendente chiamato The Cat and the Coup, che racconta la vita di Mossadeq dal punto di vista del suo gatto.